# Popielżyn Dolny
Popielżyn Dolny – wieś w Polsce położona w województwie mazowieckim, w powiecie płońskim, w gminie Nowe Miasto.
Wieś wchodzi w skład sołectwa Aleksandria – Popielżyn Dolny.
W latach 1975–1998 miejscowość administracyjnie należała do województwa ciechanowskiego.
Przez Popielżyn Dolny przepływają 2 rzeki: Sona i Wkra.